# Mohammed Omar
Mohammed Omar (Pasjtoe: ملا محمد عمر), ook wel bekend als Amir-ul Momineen, wat "Commandant der Gelovigen" betekent (Provincie Kandahar, 1960 – Pakistan, 23 april 2013) was de leider van de taliban in Afghanistan en was de facto staatshoofd van het Islamitisch Emiraat Afghanistan, zoals het land heette in de talibanperiode, van 1996 tot 2001. Hij was vooral onder de naam Moellah Omar bekend.
Omar was een etnische Pathaan en wordt beschreven als erg lang (sommigen zeggen 1,98 m). Hij nam deel aan de oorlog tegen de Russische bezetting in de jaren tachtig en raakte vier keer gewond. Hij verloor in de oorlog zijn rechteroog.
Moellah Omar werd beschouwd als de hoogste leider van het talibanbewind dat Afghanistan regeerde van 1996 tot 2001. Omars bewind probeerde Afghanistan opnieuw op te bouwen na de burgeroorlog; zijn buitenlandpolitiek was aanvankelijk gericht op het aanhalen van de banden met de VS die eerder de moedjahedien hadden gesteund, maar vooral na de weigering van de VN in 1997 om Omar als staatshoofd van Afghanistan te erkennen ging hij een steeds meer anti-westerse koers varen en trok hij zijn plan in om Osama bin Laden (op dat moment verblijvend in Afghanistan) uit te leveren aan de VS.
In december 2001, na de Amerikaanse inval in Afghanistan sloot Omar een deal met de nieuwe president Hamid Karzai die het de taliban mogelijk zou moeten maken om zich over te geven. De Amerikaanse minister Donald Rumsfeld besloot de oorlog tegen de zojuist ontwapende taliban, die hij gelijkstelde aan Al Qaida, juist te intensiveren.
Omar moest vluchten nadat de zuidelijke stad Kandahar, het laatste bolwerk van de taliban, viel. De VS verklaarden Omar tot terrorist en loofden een beloning van 10 miljoen dollar uit voor zijn gevangenneming wegens het onderdak verlenen aan Bin Laden.
In januari 2007 en december 2008 liet hij van zich horen middels e-mailberichten, waarin hij aankondigde de buitenlandse troepen uit Afghanistan te zullen verdrijven. Hij beweerde niet te weten waar Osama bin Laden zich bevond. Hij ontkende dat "het Islamitisch Emiraat Afghanistan" (= de taliban) in Saoedi-Arabië, de Verenigde Arabische Emiraten of waar dan ook zou hebben onderhandeld met de regering van president Karzai. Deze mededelingen waren door hem ondertekend en per e-mail gezonden naar het persbureau AFP. Vanaf 2009 was Omar volledig buiten beeld en was de weinige invloed die hij nog had in Afghanistan nagenoeg verdwenen.
Op 29 juli 2015 kwamen vanuit Afghanistan berichten dat Omar reeds in 2013 overleden zou zijn. Dit werd tevens bevestigd door de Afghaanse inlichtingendienst en regering. Daarop ontving persbureau AP een verklaring van de taliban, waarin ze het overlijden van Omar bevestigde. Omar zou aan een ziekte zijn overleden, maar zijn exacte overlijdensdatum vermeldde men niet. Volgens de taliban heeft zijn zoon Mullah Mohammad Yaqub het lichaam geïdentificeerd, waarna Omar is begraven. Namens zijn familie vroegen zijn broer Mullah Abdul Manan en zoon Yacub om Omars fouten tijdens zijn leiderschap te vergeven, tevens boden zij excuses aan voor zijn daden. Zijn zoon zou later echter genoemd worden 'als het huidige hoofd van de militaire operaties' van de taliban.
Volgens de Nederlandse journaliste Bette Dam zou Omar de laatste jaren van zijn leven bescherming hebben genoten, en verbleven hebben in Qalat en een dorpje in het district Shoury, beide in de provincie Zabul. Zijn schuilplaats zou zich hebben bevonden in de nabijheid van een Amerikaanse militaire basis.